# Église Saint-Georges de Faucogney-et-la-Mer
Pour les articles homonymes, voir Église Saint-Georges et Saint-Georges.
L'église Saint-Georges est une église catholique située à Faucogney-et-la-Mer, en France.

## Description

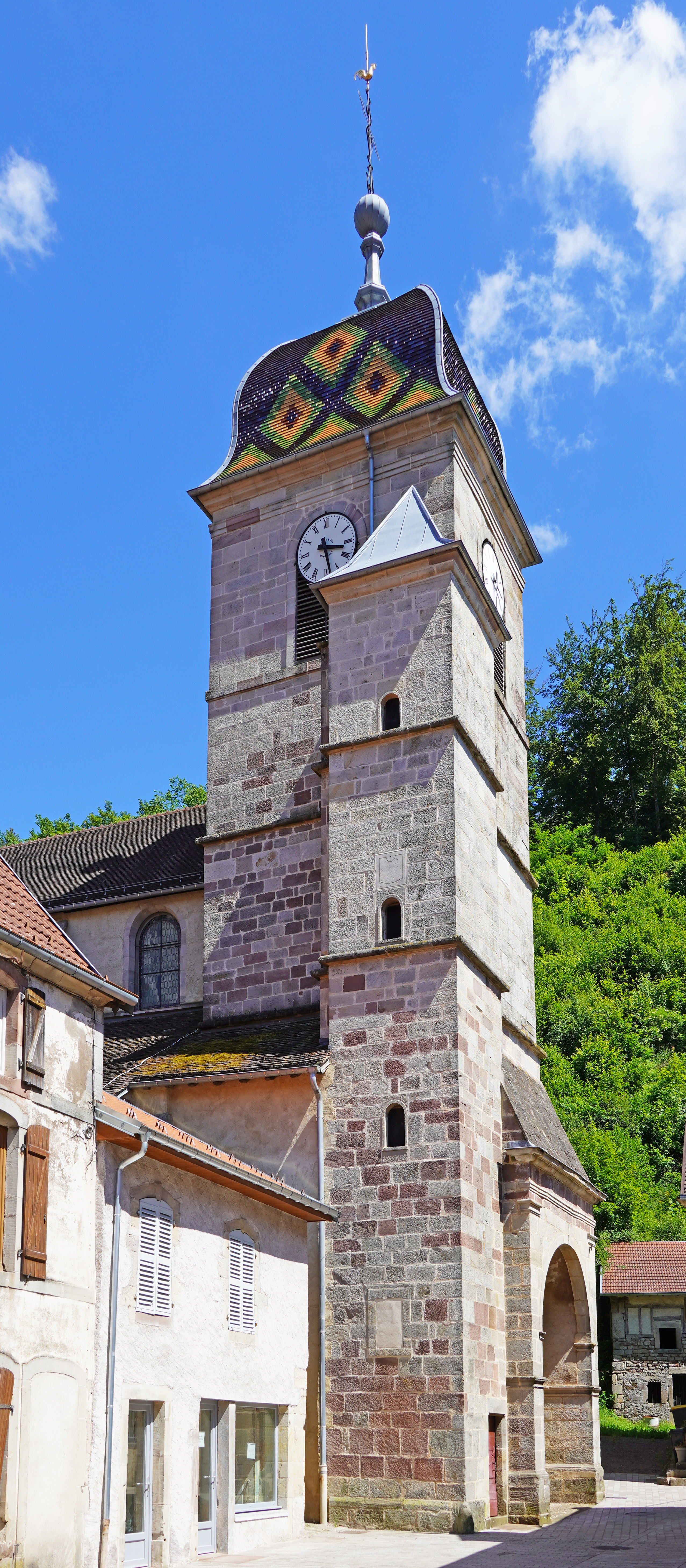
Le clocher.

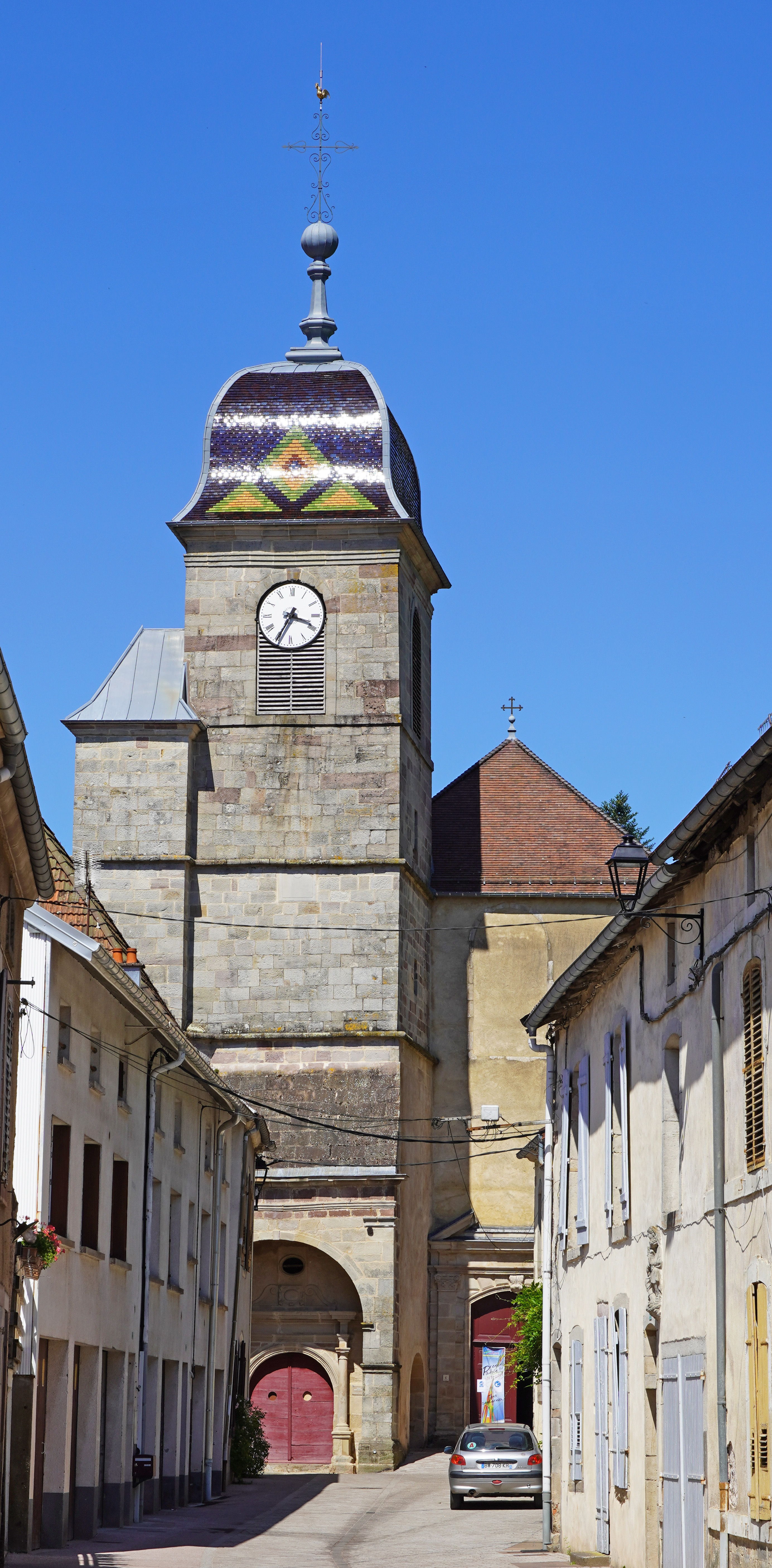
Vue éloignée.

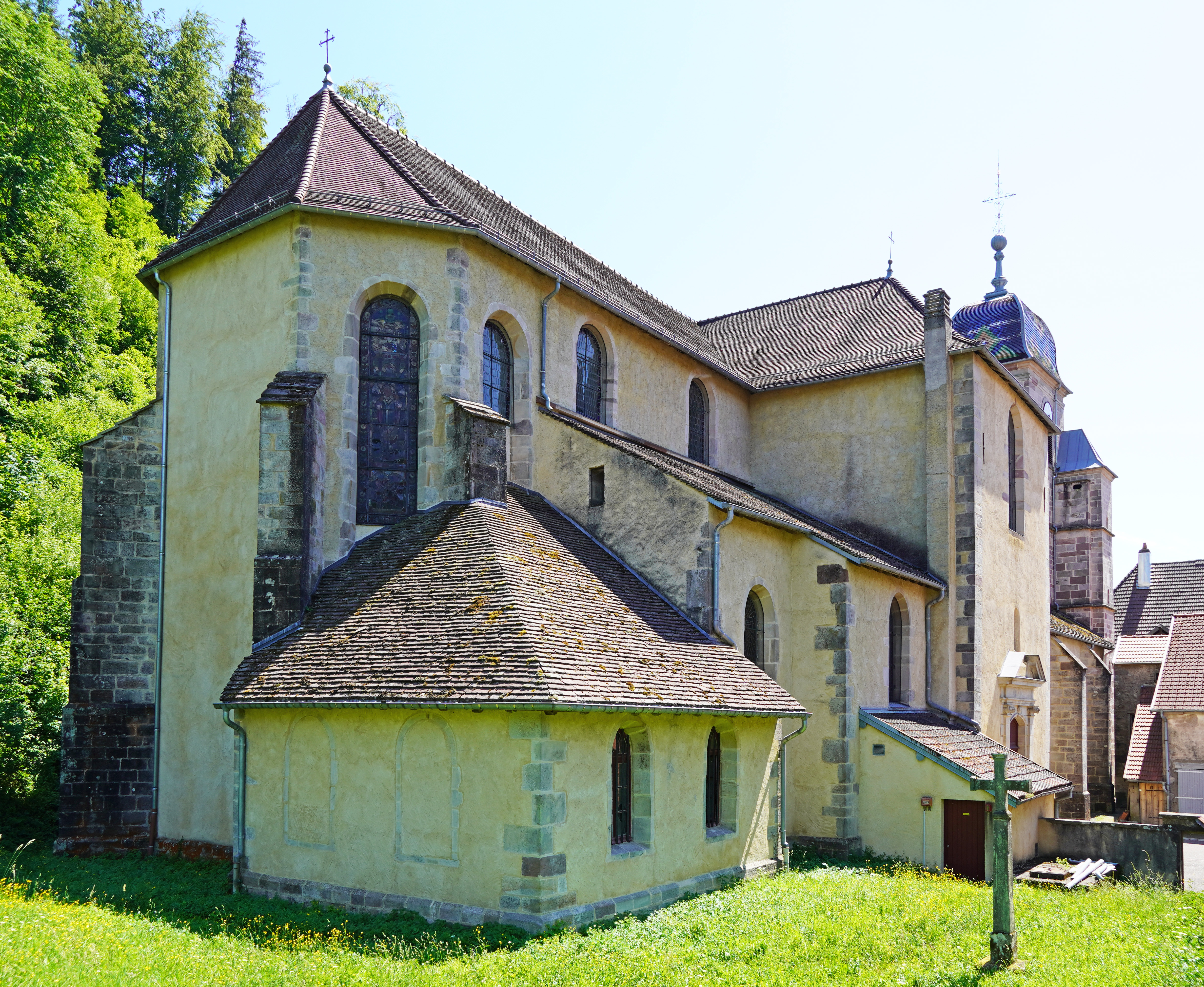
L’arrière.
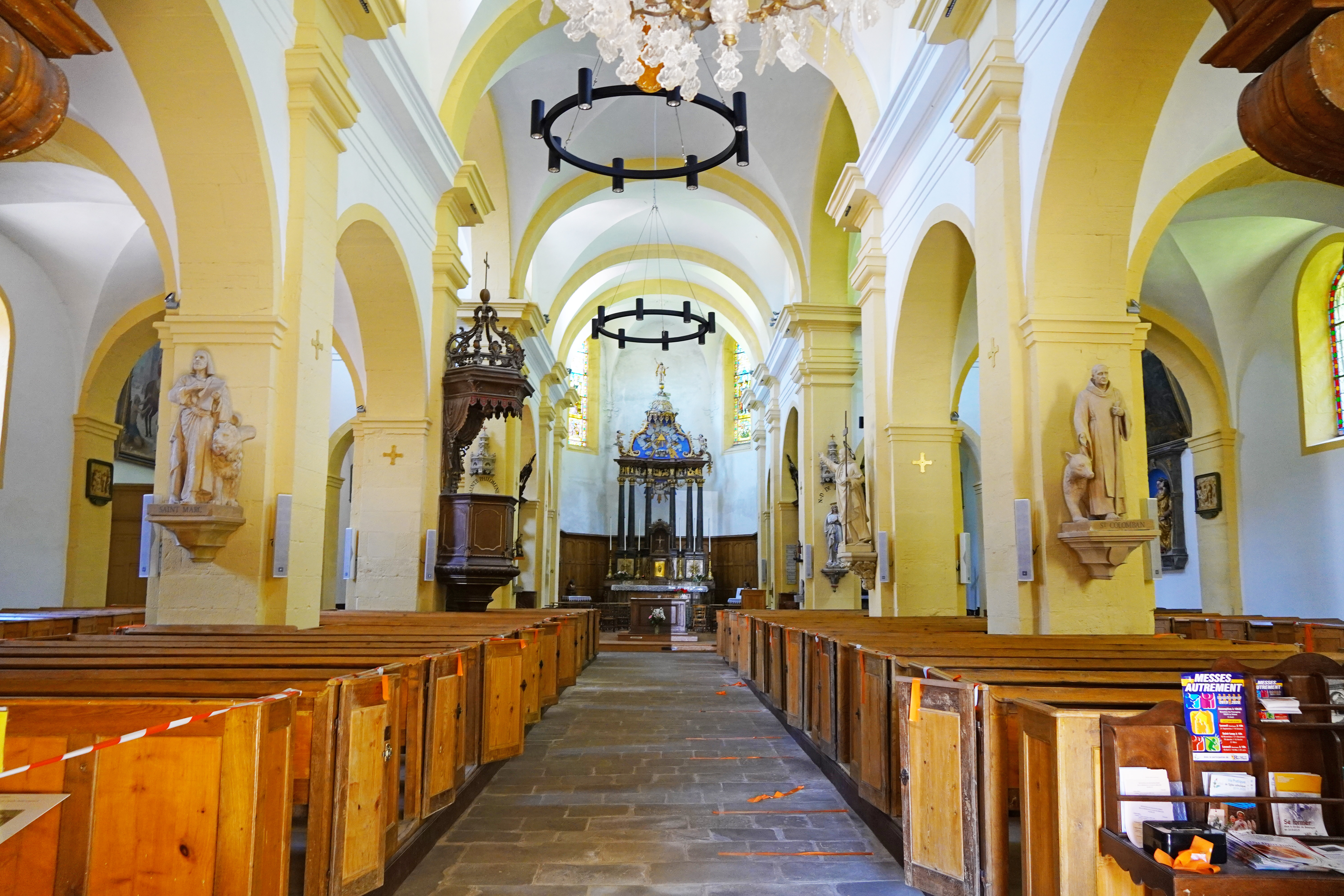
La nef.
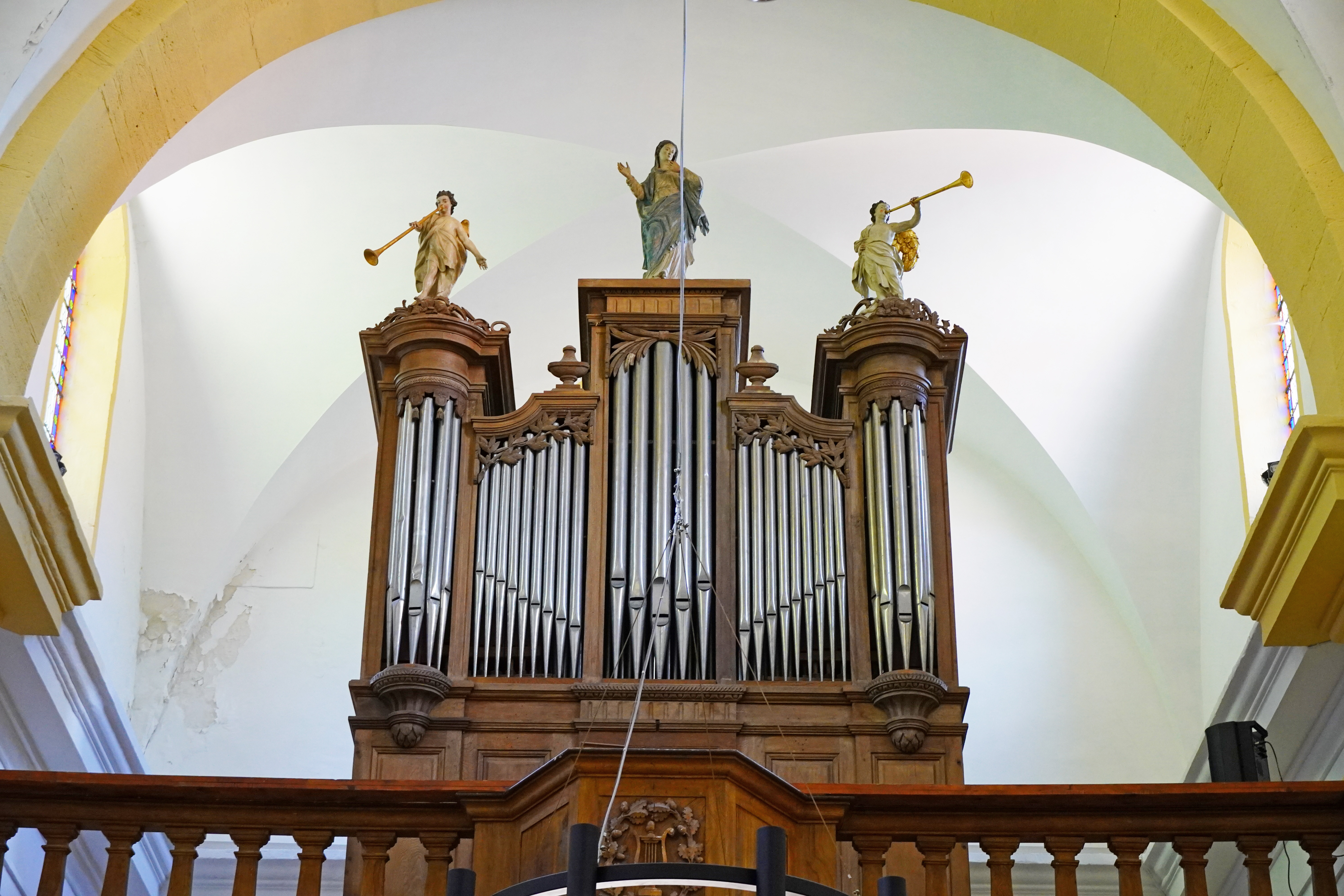
L'orgue.
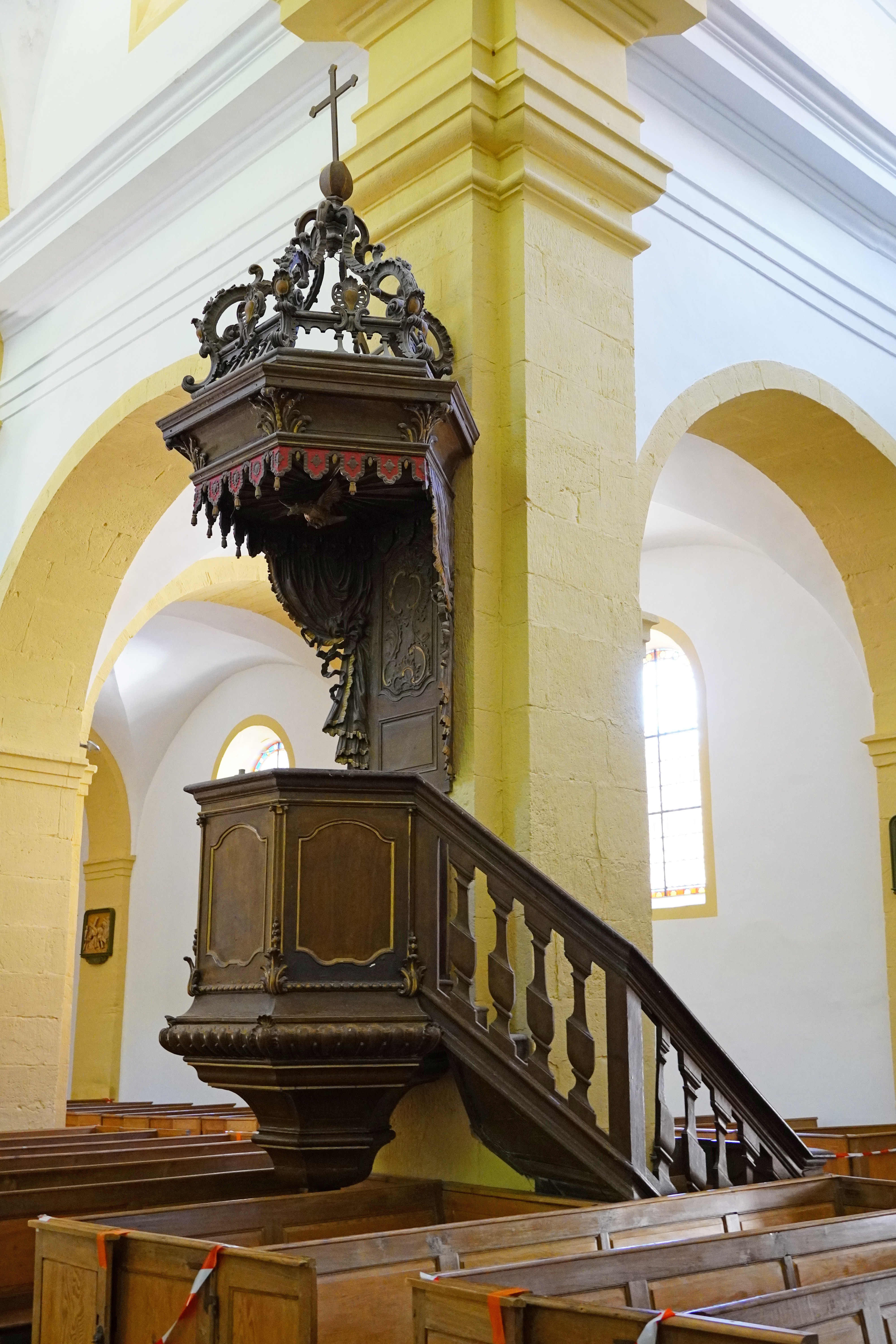
La chaire.

## Localisation
L'église est située sur la commune de Faucogney-et-la-Mer, dans le département français de la Haute-Saône.

## Historique
L'édifice est inscrit au titre des monuments historiques en 1979.